# Маленькая Италия (фильм, 2018)
«Маленькая Италия» (англ. Little Italy) ― романтическая комедия 2018 года режиссёра Дональда Петри по сценарию Стива Галлуччо и Виная Вирмани по рассказу Вирмани.

## Сюжет
Никки и Лео оба выросли в районе Маленькая Италия в Торонто, где их семьи занимаются своей пиццерией. Однако между отцом Никки Сэлом и отцом Лео Винсом возникла вражда, в результате чего их бизнес по производству пиццы ухудшился. Это привело к тому, что они соответственно основали свои собственные рестораны по соседству друг с другом, что, в свою очередь, заставило Никки покинуть семью и отправиться в Лондон изучать кулинарию. Затем шеф-повар Коринн временно дает Никки перерыв на две недели, чтобы дать ей время поработать над меню для будущего ресторана.
По прибытии домой в Торонто Никки встречает Лео в баре, и они играют в футбол в разгар грозы. На следующий день по прибытии её встречает семья. Винса, Лео и других позже арестовывают за то, что они приправили пиццу своих конкурентов марихуаной. Лео и Никки позже собираются вместе, после прогулки по городу, вновь переживая свои детские воспоминания.
Никки звонит Коринн, напоминая ей, что ей нужно меню через несколько дней, иначе она повысит другого шеф-повара. Борясь с собой, Никки выражает Лео свои сожаления. Тем временем их бабушка и дедушка, Франка и Карло, обручаются (так как они были влюблены друг в друга в течение многих лет и никогда не были соперниками с самого начала). Франка наконец соглашается выйти замуж за Карло, несмотря на обещание своего покойного мужа не вступать в повторный брак.
Франка и Карло устраивают ужин для семей. Во время ужина они объявляют о своей помолвке, в результате чего Сэл и Винс начинают обмениваться оскорблениями. Винс предлагает принять участие в конкурсе пиццы против Сэла, говоря, что тот, кто проиграет, покинет Маленькую Италию. Когда им напоминают, что они отстранены от участия в соревнованиях из-за последнего соревнования много лет назад, они решают пригласить Никки и Лео принять участие в них. Никки поначалу отказывается соревноваться, и снова они с Лео начинают спорить о том, кто кому позволил победить в футболе, когда они были детьми. Когда Никки говорит, что Лео выигрывал каждый раз, потому что она позволяла ему выигрывать, Лео говорит: Да, как будто ты позволила мне выиграть прошлой ночью, намекая на то, что они спали вместе. Она дает ему пощечину и вырывается в гневе.
На конкурсе Лео объявляется победителем, а Никки отправляется в аэропорт в Лондон. Однако Лео отказывается брать трофей после того, как понимает, что Никки намеренно поменяла их соусы, чтобы Лео победил. Поняв, что Никки уехала в аэропорт, Лео и их семьи отправляются за ней. Они ловят её, и Лео заявляет, что она для него единственная. После того, как она возвращается через контрольно-пропускной пункт, она признается Лео в любви, и они целуются. Затем они спрашивают Сэла и Винса об их ссоре, в которой они признают, что ссора косвенно касалась их родителей Франки и Карло. В 1999 году, после победы в конкурсе, Сэл и Винс поспорили о том, в честь кого назвать пиццу-победительницу, что привело к началу соперничества. Франка и Карло наконец объявляют, что собираются пожениться. Сэл и Винс обнимают друг друга, официально прекращая соперничество.
Некоторое время спустя семьи празднуют в пиццерии, куда Никки пригласила Коринн, которая рассказывает, что ей пришлось закрыть свой европейский ресторан после получения негативных отзывов от критиков. Никки и Лео, вместе с другой командой, танцуют все вместе.

## В ролях
- Эмма Робертс — Никки
- Хейден Кристенсен — Лео
- Алисса Милано ― Дора
- Адам Феррара ― Сел
- Гери Басараба ― Винсе
- Линда Кеш ― Амелия

## Выпуск
Фильм был выпущен в Канаде 24 августа 2018 года компанией Entertainment One, а в США 21 сентября 2018 года компанией Lionsgate.

## Приём
Агрегатор обзоров Rotten Tomatoes сообщил, что 13 % критиков дали фильму положительный отзыв, основанный на 23 отзывах, со средним рейтингом 3,9/10. На Metacritic фильм имеет средневзвешенный балл 28 из 100, основанный на 4 критиках, что указывает на неблагоприятные отзывы. Фильм был назван одним из худших фильмов года. Например, его показали в подкасте How Did This Get Made?, в котором обсуждаются неудачные фильмы.